# Niu Jianfeng
Niu Jianfeng, född 3 april 1981 i Baoding i Kina, är en kinesisk bordtennisspelare som tog OS-brons i dubbel i Aten år 2004 tillsammans med Guo Yue. I singelturneringen samma år slogs hon ut i åttondelsfinalen.